# إيرني موسر
إيرني موسر هو لاعب هوكي الجليد كندي، ولد في 30 أبريل 1949 في Mendham, Saskatchewan ‏ في كندا.

## وصلات خارجية
- إيرني موسر على موقع EliteProspects.com (الإنجليزية)
- إيرني موسر على موقع HockeyDB.com (الإنجليزية)